# Lymphad

Un lymphad.

Un lymphad est un meuble utilisé principalement dans l'héraldique écossaise. Il s'agit d'un caraque à un seul mât et à rames. Le navire dispose également de trois drapeaux et d'un nid-de-pie. Le mot vient du gaélique écossais long fhada, ce qui signifie un long navire ou un birlinn.
Il indique généralement un titre associé avec des îles, comme « Seigneur des Îles », et en particulier celles de la côte ouest de l'Écosse, mais ne se limite pas aux Hébrides. En outre, il n'est pas limité aux armes écossaises, des exemples de premier plan se retrouvent dans les armoiries de la Nouvelle-Zélande et du Nouveau-Brunswick.

Duc d'Argyll
Nouvelle-Zélande
Alexander Ranaldson MacDonell